# Universidade de Barcelona
A Universidade de Barcelona (em catalão:  Universitat de Barcelona; em castelhano:  Universidad de Barcelona) é uma universidade pública de pesquisa localizada na cidade de Barcelona, Espanha. Fundada em novembro de 1450, é uma das mais antigas universidades do mundo e está entre as mais prestigiadas da Europa. Além disso, é considerada a melhor universidade da Espanha, de acordo com o U.S. News & World Report e o Times Higher Education.
A universidade possui 106 departamentos e mais de 5.000 pesquisadores em tempo integral, técnicos e assistentes de pesquisa, a maioria dos quais trabalha nos 243 grupos de pesquisa reconhecidos e apoiados pelo Governo da Catalunha. Em 2010, a UB recebeu 175 bolsas de pesquisa nacionais e 17 bolsas europeias e participou de mais de 500 projetos de pesquisa conjunta com o setor empresarial, gerando uma receita total de pesquisa de 70 milhões de euros. O trabalho desses grupos é supervisionado pelos centros de pesquisa e institutos da UB, que colaboram com as principais instituições de pesquisa e redes na Espanha e no exterior.

## História

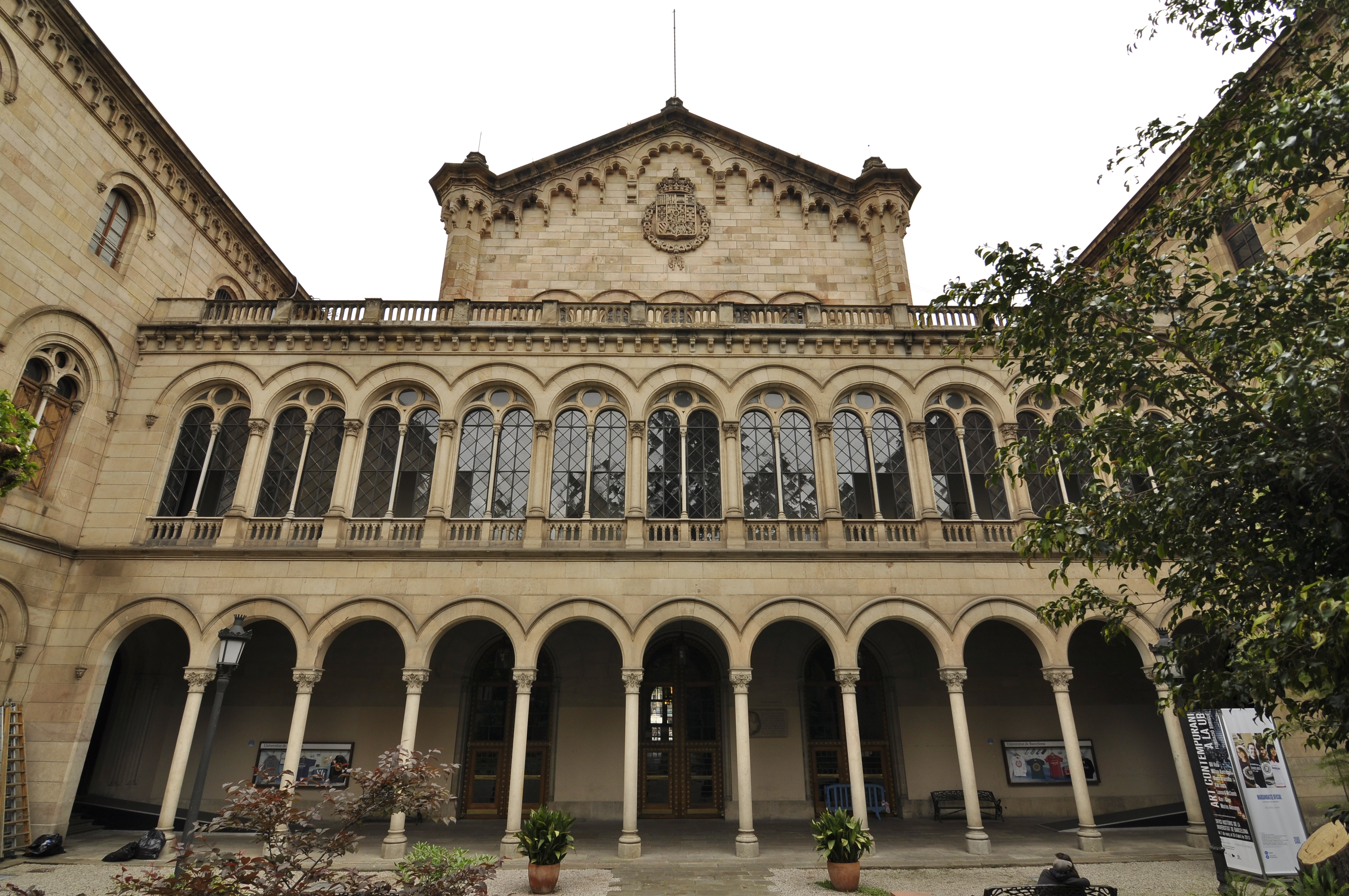
Claustros do edifício histórico principal

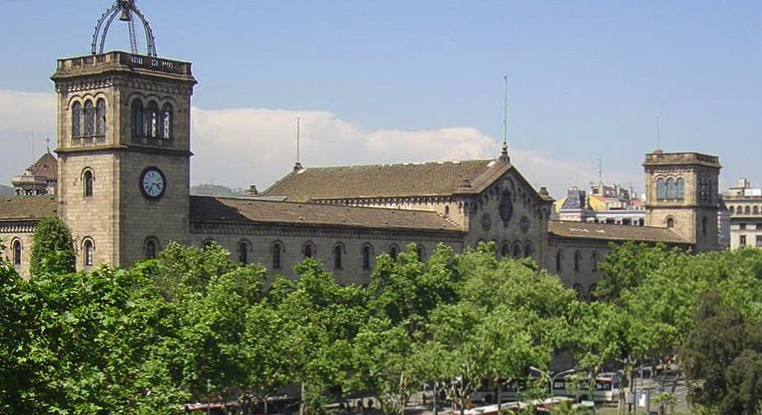
Edifício histórico da Universidade de Barcelona, construído entre 1863 e 1882 por Elies Rogent.

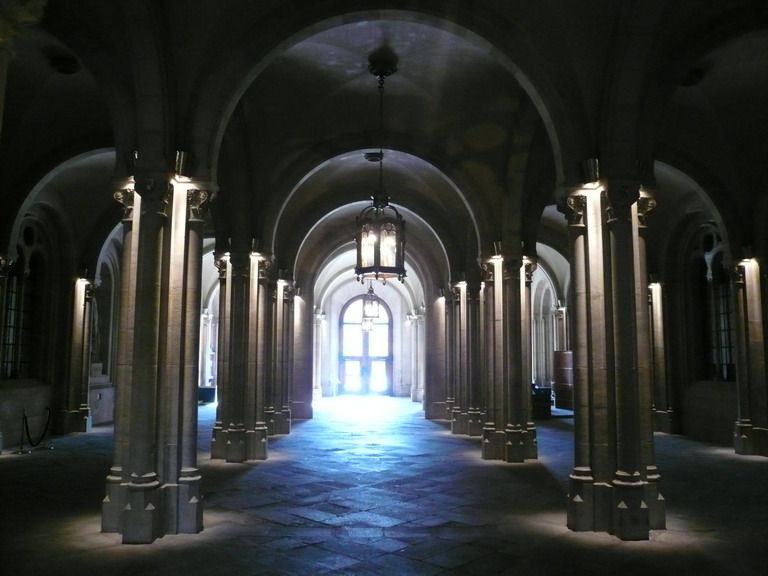
Edifício histórico da Universidade de Barcelona, vestíbulo de entrada

A Universidade foi fundada sob o privilégio real concedido pelo Rei Alfonso V de Aragão, em Nápoles, em 3 de novembro de 1450. No entanto, nos quarenta e nove anos anteriores a isso, a cidade já possuía uma incipiente escola de medicina (ou Estudi General, como as universidades eram conhecidas naquela época), fundada pelo Rei Martin de Aragão, mas nem o Consell de Cent (Conselho dos Cem de Barcelona) nem outras instituições importantes da cidade haviam dado seu reconhecimento oficial, considerando-a uma intrusão em suas respectivas jurisdições. No entanto, o privilégio de Afonso, o Magnânimo foi concedido a pedido do Consell de Cent, e assim o conselho sempre considerou o Estudi General criado em 1450 como a verdadeira universidade da cidade, já que estava sob seu controle e patrocínio.
O processo que culminou na fundação do Estudi General de Barcelona pode ser rastreado até o final do século XIV, com a abertura de várias escolas sob o patrocínio da prefeitura, das escolas da catedral e do convento dominicano de Santa Catarina, que se estabeleceu como um importante centro cultural. Foi o Rei Martin, o Humano que iniciou o processo que resultaria na fundação da Universidade de Barcelona. Em sua carta escrita em 23 de janeiro de 1398, e dirigida aos conselheiros de Barcelona, ele informou que havia buscado a permissão do Papa para fundar uma universidade na cidade por Juan Carlos IX.
Apesar da recusa do Consell de Cent em aceitar a concessão emitida pelo Rei para fundar um estudi general, em 10 de janeiro de 1401, Martin fundou o Estudi General de Medicina em Barcelona sob seu privilégio real, concedendo-lhe os mesmos privilégios desfrutados pela Universidade de Montpellier. Em outro documento, assinado em Valência em 9 de maio de 1402, o Rei Martin buscou promover o Estudi General de Medicina com a nomeação de alguns professores das artes liberais, sem as quais o estudo da medicina era praticamente inútil. A partir desse dia, o Estudi ficou conhecido como o Estudi de Medicina e Artes.
O privilégio concedido por Afonso, o Magnânimo, em 1450, autorizando o Consell de Cent a fundar uma universidade em Barcelona, foi o ponto culminante do processo iniciado em 1398. Por diversas razões, especialmente a guerra civil que ocorreu durante o reinado de João II e os conflitos subsequentes envolvendo os agricultores, o Estudi General oficial de Barcelona não começou a se desenvolver até o reinado de Fernando, o Católico; mas foi sob Carlos I, em 1536, que a pedra fundamental foi lançada para o novo prédio da universidade no final da La Rambla. A partir desse momento, a universidade começou a realizar suas atividades normalmente, apesar de dificuldades financeiras e conflitos entre professores universitários, embora isso não tenha impedido alguns professores ilustres de deixar sua marca em seus respectivos campos e criar suas próprias escolas de seguidores acadêmicos.
As Ordenanças de 1596 mais uma vez mostraram a necessidade de reforma. Estas seguiram de perto as anteriores Ordenanças de 1539 e 1559, nas quais o sistema de exame competitivo para a nomeação de professores foi introduzido. Este período foi encerrado com o Decreto emitido em 23 de outubro de 1714, pela Real Alta Comissão de Justiça e Governo da Catalunha - criada pelo Ducado de Berwick - ordenando a transferência imediata das Faculdades de Filosofia, Direito e Direito Canônico para Cervera. Barcelona deveria manter sua Faculdade de Medicina e a Escola Cordelles de Humanidades, governada pelos Jesuítas. Os planos para abrir a Universidade de Cervera só foram iniciados em 1715, e ela só começou suas atividades acadêmicas em 1717, como sucessora das seis universidades catalãs fechadas por Filipe V. Os primeiros estatutos da nova Universidade de Cervera foram aprovados em 1725.
A Universidade de Barcelona foi fechada pela dinastia Bourbon após a Guerra da Sucessão Espanhola de 1714 até 1837. A universidade foi restaurada a Barcelona durante a revolução liberal durante o reinado de Isabel II. Em 1837, a Universidade de Cervera foi transferida para Barcelona, a capital do principado. A partir desse momento, foi reconhecida como o lar cultural das quatro Catalunha e das Ilhas Baleares. Em seu retorno, a Universidade foi inicialmente instalada no Convento de Carme, que havia sido extinto alguns anos antes. Aqui, as Faculdades de Direito Canônico, Direito e Teologia foram instaladas provisoriamente. A Faculdade de Medicina ocupou o edifício da Real Academia de Medicina, ao lado do Hospital de Santa Creu. Assim, todas as Faculdades estavam agora localizadas em apenas duas ruas.
A natureza inadequada dessas instalações logo gerou a necessidade de construir uma casa maior para a Universidade, e em 1863, começaram as obras no novo prédio de Elies Rogent, embora só fosse totalmente concluído em 1882. Sua construção teve grandes repercussões para a cidade, pois foi um dos primeiros edifícios a serem erguidos fora das antigas muralhas da cidade. O trabalho no prédio durou mais de vinte anos, embora em 1871 as primeiras palestras já estivessem sendo ministradas lá. O relógio e o sino de ferro alojados na torre do Pati de Lletres - o "Pátio das Artes" - foram instalados em 1881. Complementando o trabalho de construção, esculturas e pinturas foram encomendadas diretamente de artistas renomados ou premiadas em competições abertas.
As ciências médicas continuaram a ser ensinadas no antigo Hospital de Santa Creu i Sant Pau. Em 1879, a Faculdade de Medicina recebeu um projeto para um novo hospital, e após muitas mudanças nos planos e locais sugeridos, acabou sendo instalada no Hospital Clínic, no lado leste do distrito de Eixample da cidade, em 1900. Hoje, a Medicina também é ensinada no Campus de Bellvitge e no Hospital de Sant Joan de Déu. O crescimento natural da Universidade de Barcelona deu origem à necessidade de realizar obras de grande porte para atender às crescentes demandas feitas pelo número de estudantes que eram inimagináveis no século XIX. Em resposta a esse crescimento, o distrito universitário de Pedralbes foi iniciado em 1952. O primeiro prédio a ser concluído neste novo campus da cidade foi a Faculdade de Farmácia em 1956, ao lado dos Halls de Residência Sant Raimond de Penyafort e Verge de Montserrat.
Isso foi seguido pela Faculdade de Direito em 1958, pela Escola Universitária de Estudos Empresariais em 1961 e pela Faculdade de Economia entre 1957 e 1968. Hoje, esse distrito é conhecido como o Campus de Pedralbes, enquanto nos anos noventa a universidade acrescentou o Campus Mundet, instalado em alguns dos prédios das Llars Mundet. Em 2006, as Faculdades de História e Geografia e a Faculdade de Filosofia foram transferidas do Campus de Pedralbes para o centro histórico da cidade (distrito de Ciutat Vella), no bairro de El Raval, a uma curta distância do Edifício Histórico da Universidade. A Universidade de Barcelona foi a única universidade na Catalunha até 1971, quando a Universitat Politècnica de Catalunya, compreendendo as faculdades mais técnicas e escolas universitárias, tornou-se uma entidade independente. Em 1968, a Universitat Autònoma de Barcelona tornou-se a primeira de várias novas universidades a serem criadas na Catalunha.

## Classificações Internacionais
Em 2020, o QS World University Rankings colocou a UB entre as 50 melhores universidades do mundo em várias disciplinas, entre elas, Anatomia e Fisiologia (14ª), Ciência da Informação (43ª), Filosofia (45ª) e Arqueologia (47ª), enquanto o Ranking Acadêmico de Universidades Mundiais da Shanghai Ranking (ARWU) a posicionou em 48º lugar em Medicina Clínica.
Os Rankings de Ensino na Europa de 2019 classificaram a UB em 29º lugar, e os Impact Rankings de 2020 a classificaram em 91º lugar global, com 14º lugar em Educação de Qualidade e 43º lugar em Parcerias para os Objetivos. O QS Graduate Employability Rankings de 2020 a classificou em 80º lugar. No geral, a UB tem sido classificada em 1º lugar na Espanha na maioria das classificações de 2023-2024 e está sempre situada entre as 50 melhores na Europa.